# Alfred Wirthmann
Alfred Wirthmann (* 30. Dezember 1927 in Nüdlingen; † 28. Juli 2020 in Maximiliansau) war Professor für Geographie und Geoökologie an der Universität Karlsruhe.

## Wissenschaftlicher Werdegang
Wirthmann ging in Nüdingen zur Schule, unterbrochen durch die Einberufung als Luftwaffenhelfer, Soldat und die Gefangenschaft in Polen. 1948 konnte er sein Abitur in Bad Kissingen nachholen. Anschließend studierte er in Würzburg Geographie, Geologie, Biologie und Chemie. 1956 wurde er in Würzburg promoviert. Er war 1957 als Mitglied des Ortsausschusses mit Julius Büdel, Horst Mensching, Helmut Jäger und Alfred Herold an der Ausrichtung des Deutschen Geographentages beteiligt. Wirthmann habilitierte sich 1962 im Fach Geographie an der Universität Würzburg über Landformen der Edge-Insel in Südost-Spitzbergen. Als stellvertretender Leiter hatte er mehrere Expeditionen nach Spitzbergen unternommen. Am Institut für Afrika-Forschung war er als Vertreter Büdels tätig. Im Anschluss an die Habilitation trat er eine Stelle bei der UNESCO in Paris an. 1965 kehrte er nach Würzburg zurück. 1968 wurde er als ordentlicher Professor an das Institut für Geographie der Universität Karlsruhe berufen. Von 1970 bis 1972 und von 1974 bis 1976 war er Dekan der Fakultät für Bio- und Geowissenschaften. Wirthmann galt sowohl als Experte für Polargeographie als auch für Tropengeographie. 1986 richtete er den Diplomstudiengang Geoökologie an der Universität Karlsruhe ein. 1996 wurde Wirthmann emeritiert.

## Sonstiges
Nachfolger Alfred Wirthmanns auf dem Lehrstuhl für Geographie und Geoökologie der Universität Karlsruhe wurde 1992 der Tunesienexperte Manfred Meurer.

## Schriften
- Die Landformen der Edge-Insel in Südost-Spitzberger. 1962 (= Ergebnisse der Stauferland-Expedition, 1959/60. Band 2, Wiesbaden 1964, S. 1–53).
- Die Landschaften der Hawaii Inseln (= Würzburger Geographische Arbeiten. Heft 19). Würzburg 1966.